# راميرو فارغاس
راميرو فارغاس (بالإسبانية: Ramiro Vargas)‏ هو لاعب كرة قدم بوليفي في مركز الدفاع، ولد في 22 أكتوبر 1958 في بوليفيا. شارك مع منتخب بوليفيا لكرة القدم. أما مع النوادي، فقد لعب مع نادي بوليفار.

## وصلات خارجية
- راميرو فارغاس على موقع ناشيونال فوتبول تيمز (الإنجليزية)